# 重口裂腹魚
重口裂腹魚（學名：Schizothorax davidi），前称重口弓鱼（学名：Racoma davidi）为鲤科裂腹魚屬的鱼类，俗名重口细鳞鱼，是中国的特有物种。分布于西藏达江、四川巴塘、云南石鼓、富民等金沙江水系、四川芦山、雅安、灌县等岷江水系、甘肃武都嘉陵江水系及贵州黔西乌江水系等。该物种的模式产地在四川西部。
重口裂腹魚俗稱雅魚、丙穴魚，其中「雅魚」除了是重口裂腹魚的俗稱外，亦可以指齊口裂腹魚、隱鱗裂腹魚及異唇裂腹魚的另外三個品種。

## 扩展阅读
維基物種上的相關：重口裂腹鱼